# Добжиньский, Игнаций Феликс
Игна́ций Фе́ликс Добжи́ньский (пол. Ignacy Feliks Dobrzyński; 25 февраля 1807, Романов — 9 октября 1867, Варшава) — польский композитор, пианист, дирижёр и музыкальный педагог; сын Игнация Добжиньского.

## Биография
Сын дирижёра симфонического оркестра у графов Илиньских, первоначальное музыкальное образование получил дома, у отца: играл на скрипке, был дирижёром. С 1825 года учился в Варшаве у Юзефа Эльснера, сначала частным образом, затем (1826—1828) в Институте музыки, где его соучеником был Ф. Шопен. Некоторое время жил и работал в Германии, где посетил в качестве пианиста и дирижёра Берлин, Дрезден, Бонн, Франкфурт, Мюнхен. В 1834 году его вторая симфония получила второй приз на конкурсе в Вене. В 1857 организовал самостоятельный симфонический оркестр (Польский оркестр Игнация Феликса Добжиньского), выступавший еженедельно (экономически дело не состоялось, и вскоре оркестр распался).

## Некоторые сочинения
Представленный ниже список содержит лишь основные произведения Добжиньского (всего он написал их около 170). Из него можно составить представление о разносторонности интересов композитора. Он пробует себя почти во всех жанрах: пишет оперу, симфонии и религиозные кантаты, но также кантаты и оркестровые сочинения «на случай». Удивительно разнообразны концертные опыты Добжиньского: даже в нижеследующем списке указаны сочинения для семи разных инструментов с оркестром. В камерной музыке он творит не только в рамках обычных ансамблей вроде струнного квартета, но сочиняет также для нетрадиционных сочетаний инструментов (секстет с контрабасом и проч.). Фортепианные пьесы Добжиньского охватывают почти все известные Шопену жанры.

### Музыкальный театр
- Опера «Монбар, или Флибустьеры», op. 30 (Monbar czyli Flibustierowie, 1836—1838, первая полная постановка — январь 1863, Варшава, дирижировал сам Добжиньский).
- Музыка к пьесам:
  - «Конрад Валленрод» А. Мицкевича, драматическая переработка поэмы в трех действиях, op. 69, не окончена, не публиковалась (1859—1865);
  - «Бургграфы» В. Гюго, op. 70 (1860);
  - «Искусство и торговля» (Sztuka i handel), музыкальная комедия в трех действиях с прологом (пьеса Ж. Ш. Дюбуа в переводе К. Кашевского, 1861).

### Вокальная музыка
- Кантата в честь храбрых защитников родины (Kantata na cześć walecznych obrońców Ojczyzny), для четырёх солистов, смешанного хора и оркестра (1830).
- «Переход Буга» (Marsz za Bug), марш для смешанного хора и органа (1831).
- Кантата на именины Генрика Лубеньского, для смешанного хора и оркестра (1834).
- «Святый Боже» (Święty Boże), op. 61, молитва для четырёх солистов, хора и оркестра или органа (до 1851).
- «Плач над гробом Господа Иисуса» (Lamentacja nad grobem Chrystusa Pana), op. 62 для хора с оркестром (1851).
- «Песнь Пресвятой Богородице» (Pieśń do Najświętszej Marii Panny), op. 58, для сопрано, смешанного хора и органа (до 1853).
- Похоронный марш на смерть Фридерика Шопена (Marsz żałobny na śmierć Fryderyka Chopina), op. 66, для смешанного хора и оркестра (1857).
- Veni Creator, op. 67 (68), для мужского хора с духовым оркестром (ок. 1857).
- Хоры, песни.

### Оркестровая музыка
- Две симфонии:
  - Большая симфония № 1, op. 11 (1829);
  - Симфония № 2 c-moll «Характеристическая симфония в духе польской музыки», op. 15 (Symfonia charakterystyczna w duchu muzyki polskiej, 1834; вторая редакция 1862, медленная часть была заменена Элегией из Струнного секстета, op. 39).
- Концертная увертюра для большого оркестра, op. 1 (1824).
- Два концертных полонеза для большого оркестра, op. 31 (ок. 1839).
- Юмореска-каприччио на итальянскую тему для оркестра, op. 53 (1847).
- Скерцо для оркестра, op. 56 (ок. 1849).
- Марш по случаю золотой свадьбы Юзефа Эльснера (Marsz na złote wesele J. Elsnera) для оркестра.
- Два траурных марша:
  - Траурный марш для оркестра, op. 38 (ок. 1840).
  - Траурный марш на смерть Юзефа Эльснера (Marsz żałobny na śmierć J. Elsnera) для медного духового оркестра (1854).
- Марши и прочие небольшие сочинения.

### Сочинения для солирующего инструмента с оркестром

#### Духовые
- Анданте и рондо-полонез (Andante et Rondo alla polacca) G-dur для флейты с оркестром, op. 42 (ок. 1843).
- Фантазия на собственную тему для фагота с оркестром, op. 28 (ок. 1834).
- Фантазия для трубы с оркестром, op. 35 (ок. 1839).
- Интродукция и вариации на собственную тему для тромбона с оркестром, op. 45 (ок. 1845).

#### Струнные
- Фантазия для скрипки с оркестром, op. 32 (ок. 1829).
- Большая фантазия на темы из оперы «Флибустьеры» для скрипки с оркестром (ок. 1840).
- Элегия для виолончели с оркестром, op. 43 (ок. 1843).

#### Фортепиано
- Фортепианный концерт As-dur, op. 2 (1824), юношеское произведение (не был издан, первое известное исполнение 1986; существуют реконструкция К. Бацулевского, использующая полный текст, со всеми исключёнными Добжиньским местами, и более краткая, учитывающая позднейшие купюры редакция Казимежа Розбицкого).
- Рондо-полонез (Rondo à la Polacca) для фортепиано с оркестром, op. 6 (ок. 1827).
- Концертные вариации на тему известной мазурки для фортепиано с оркестром, op. 12 (опубл. 1834). Возможно, для фортепиано соло.

### Камерная музыка

#### Дуэты
- Интродукция и несложные вариации F-dur на тему известной мазурки для флейты (скрипки) с фортепиано, op. 18 (1831).
- Дуэт As-dur для кларнета и фортепиано, op. 47 (середина 1840-х).
- Интродукция и вариации на собственную тему D-dur для скрипки с фортепиано, op. 9 (ок. 1829).
- «Слезы» (Les larmes) e-moll для виолончели (скрипки) и фортепиано, op. 41 (1843).
- Тема с вариациями для виолончели и фортепиано, op. 42 (ок. 1843).
- Ноктюрн для виолончели и фортепиано, op. 46 (ок. 1845).

#### Трио и квартеты
- «Воспоминание о Дрездене» G-dur для гобоя (скрипки), виолончели и фортепиано (1846).
- Большое трио a-moll для скрипки, альта и виолончели, op. 17 (ок. 1831).
- Три струнных квартета (для двух скрипок, альта и виолончели):
  - № 1 e-moll, op. 7 (1828 или 1829);
  - № 2 d-moll, op. 8 (1829);
  - № 3 E-dur, op. 13 (1830).
- Этюды на собственную тему в двойном контрапункте восьми видов [?] (Studium na temat oryginalny w dubeltowym kontrapunkcie w 8 postaciach) для струнного квартета, op. 62 (1867).

#### Сочинения для больших ансамблей
- Два струнных квинтета (для двух скрипок, альта и двух виолончелей):
  - № 1 F-dur, op. 20 (1831);
  - № 2 a-moll, op. 40 (ок. 1841).
- Струнный секстет (для двух скрипок, альта, двух виолончелей и контрабаса) Es-dur, op. 39 (1841).
- Романс для гобоя, струнного квинтета и контрабаса (ок. 1842).
- «Сон христианина» (Sen chrześcijanina), религиозная фантазия для десяти инструментов, op. 57 (ок. 1850). Очевидно, первый в польской музыке децимет, как и вообще один из самых ранних.

### Фортепианная музыка
- Интродукция и вариации на собственную тему в русском стиле, op. 4 (ок. 1824).
- Фантазия в роде фуги (Fantaisie quasi Fugue) на тему известной мазурки, op. 10 (ок. 1828).
- Фантазия и вариации в лёгком и блестящем стиле на тему мазурки (куявяка), op. 14 (ок. 1830).
- Вариации на собственную тему, op. 22 (ок. 1833).
- Фантазия на темы из оперы «Дон Жуан» В. А. Моцарта, op. 59 (ок. 1846, опубл. 1847).
- Многочисленные миниатюры: полонезы, мазурки, ноктюрны, вальсы, галопы, этюды и так далее.

## Записи
- (1994) Добжиньский. Фортепианный концерт. Шопен. Фортепианный концерт № 2 (Jerzy Sterczyński, Adam Natanek) (недоступная ссылка)
- (1994) Добжиньский. Увертюра к «Монбару». И проч. (Sinfonia Varsovia, Grzegorz Nowak). — CD ACCORD ACD 019 Архивная копия от 3 января 2014 на Wayback Machine
- (1996) Добжиньский. Струнный квартет № 1. Монюшко. Струнные квартеты № 1 и 2 (Camerata Quartet). — Ricercar RIC158165[4]; переиздано (2006) DUX 0561.
- (2001) Добжиньский. Струнные квинтеты № 1 и 2 (Kwartet Wilanów, Tomasz Strahl). — Acte Préalable AP0048. Архивная копия от 15 мая 2013 на Wayback Machine
- (2001) Добжиньский. Струнный секстет. Эльснер. Септет (Kulka, Wróbel, Camerata Vistula). — Acte Préalable AP0067. Архивная копия от 15 мая 2013 на Wayback Machine
- (2006) Добжиньский. Andante e Rondo alla Polacca Op. 42. И проч. (Antoni Wierzbiński, Elżbieta Tyszecka). — Acte Préalable AP0137. Архивная копия от 15 мая 2013 на Wayback Machine
- (2011) Лессель и Добжиньский. Фортепианные концерты (Howard Shelley, Sinfonia Varsovia). — NIFCCD 101.
- (2012) Добжиньский. Дуэт для кларнета и фортепиано, op. 47. Киляр. Валторновая соната. Лессель. Трио для кларнета, валторны и фортепиано. — DUX 0857.
- (2013) Добжиньский. Увертюра к «Монбару». Фортепианный концерт. Симфония № 2 (Emilian Madey, Łukasz Borowicz). — Chandos CHAN 10778(2) Архивная копия от 19 апреля 2015 на Wayback Machine
- (2013) Добжиньский. Камерные сочинения с фортепиано: Трио, op. 17 и проч. На двух дисках. — Acte Préalable AP0278 Архивная копия от 17 октября 2014 на Wayback Machine и AP0279 Архивная копия от 17 октября 2014 на Wayback Machine.